# بني يوسف (الجيزة)
قرية بني سويف هي إحدى القرى التابعة لمركز أبو النمرس في محافظة الجيزة في جمهورية مصر العربية. حسب إحصاءات سنة 2006، بلغ إجمالي السكان في بني سويف 2570 نسمة، منهم 1373 رجل و 1197 امرأة.